# Peter Matthiessen (Autor)

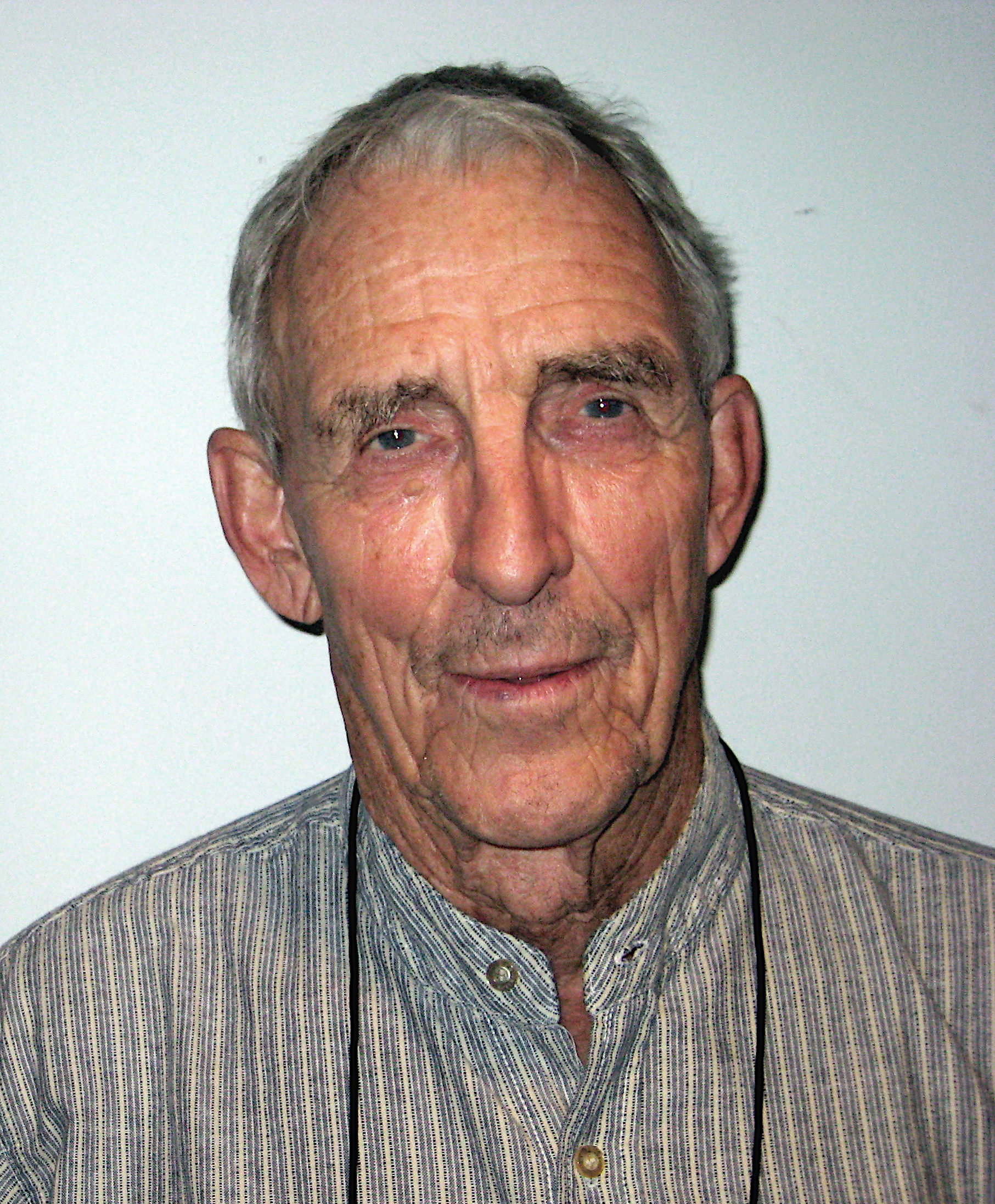
Peter Matthiessen (Juni 2008)

Peter Matthiessen (* 22. Mai 1927 in New York City; † 5. April 2014 in Sagaponack auf Long Island, Bundesstaat New York) war ein US-amerikanischer Autor, Umweltschützer und Naturschützer.

## Berufsleben
Matthiessen stammte aus dem Ostküsten-Establishment. Er machte 1950 seinen Abschluss an der Yale University und lebte in den beginnenden 1950er Jahren in Paris, wo er mit George Plimpton und anderen die Literaturzeitschrift The Paris Review gründete. Später räumte er ein, dass er zu dieser Zeit für den US-amerikanischen Geheimdienst CIA tätig war. 1959 erschien sein erstes Buch Wildlife in America, in welchem er auf das Verschwinden und die Gefährdung von Tier- und Pflanzenwelt durch den Menschen aufmerksam machte und als einer der Ersten auf den Klimawandel hinwies. Sein Roman aus dem Jahre 1965 At Play in the Fields of the Lord, der 1991 von Héctor Babenco verfilmt wurde, schildert das Zusammentreffen einer Gruppe von US-amerikanischen Missionaren mit südamerikanischen Einheimischen. 1968 war er einer der Unterzeichner des „Writers and Editors War Tax Protest“, mit welchem sich die Autoren und Redakteure verpflichteten, bis zum Ende des Vietnamkrieges keine Bundessteuern zu zahlen.
1971 dokumentierte Matthiessen mit dem Bildband Blue Meridian: The Search for the Great White Shark zusammen mit dem Fotografen Peter A. Lake die Entstehung des Films Blue Water, White Death von Peter Gimbel, eines Dokumentarfilms über den Weißen Hai. Ende 1973 ging er mit dem Biologen George Schaller, den er bereits bei einem Aufenthalt in Tansania kennengelernt hatte, in den Himalaya. Seine Erlebnisse hielt er 1978 im Buch The Snow Leopard (dt. Auf der Spur des Schneeleoparden) fest, welches 1979 und 1980 jeweils mit dem National Book Award ausgezeichnet wurde.
Als Drehbuchautor war er an dem 1975 veröffentlichten Dokumentarfilm Fighting for Our Lives beteiligt.
Matthiessen setzte sich in seinem 1983 erschienenen Buch In the Spirit of Crazy Horse mit der Geschichte und dem Verfahren gegen den Aktivisten des American Indian Movement Leonard Peltier auseinander, der zweimal zu einer lebenslangen Freiheitsstrafe verurteilt wurde.
Um Frau und Familie ernähren zu können, schrieb Matthiessen für Zeitschriften wie Holiday and Sports Illustrated und vor allem für The New Yorker des Herausgebers William Shawn. Dort erschienen einige seiner Bücher in Fortsetzungen. Auch sein Roman Far Tortuga entstand aus einer Reportage für den New Yorker.
Matthiessen gewann sowohl mit dem Sachbuch The Snow Leopard als auch mit dem Roman The Shadow Country den National Book Award. Er war einer der bekanntesten Autoren der Generation, die durch den Zweiten Weltkrieg geprägt waren und miteinander in Verbindung standen; dazu gehörten und gehören William Styron, James Salter, James Jones, Kurt Vonnegut und E. L. Doctorow.

## Privates
Peter Matthiessen war nach der aus dem Jahr 1811 stammenden Familienchronik seines Vaters ein Nachfahr von Matthias Petersen („Glücklicher Matthias“, 1632–1706), prominenter Walfang-Kapitän aus dem Dorf Oldsum auf der nordfriesischen Insel Föhr. Drei von dessen Urenkeln waren im späten 18. Jahrhundert in die USA ausgewandert. In den späten 1980er Jahren besuchte Matthiessen erstmals die Nordsee-Insel auf den Spuren seiner Vorfahren und berichtete in einem autobiografischen Essay darüber (siehe Werkliste).
Seit dem Ende der 1950er Jahre lebte Matthiessen in Sagaponack am östlichen Ende von Long Island im Bundesstaat New York. Dort ließ er ein Zendō bauen, einen buddhistischen Meditationsraum, wo er dreimal in der Woche Zen praktizierte. Zen hatte er unter Eido Roshi (1932–2018), Yasutani Roshi (1885–1973) und Soen Roshi (1907–1984) erlernt. Soen Roshi wurde sein Hauptlehrer. Weiter übte er mit Maezumi Roshi (1931–1995) und Bernie Glassman (1939–2018), von dem er 1989 die Dharma-Übertragung erhielt.
Matthiessens erste Ehe wurde nach kurzer Zeit geschieden, seine zweite Ehefrau, Deborah Love, ebenfalls eine Anhängerin des Zen-Buddhismus, starb Ende 1972 an einem Krebsleiden. Seine dritte Ehefrau Maria heiratete er bei einer Zen-Zeremonie auf Long Island. Er starb an akuter Leukämie nach mehr als einjähriger Behandlung.

## Auszeichnungen
- 1974: Mitglied der American Academy of Arts and Letters[8]
- 1979: National Book Award in der Klasse Contemporary Thought für The Snow Leopard
- 1980: National Book Award in der Klasse Non-fiction (paperback) für The Snow Leopard
- 1991: Mitglied der American Academy of Arts and Sciences
- 2000: 6. Heinz Award in der Kategorie Arts and Humanities
- 2008: National Book Award in der Klasse Fiction für Shadow Country

## Werke (Auswahl)
- Partisans. 1955.
- The Cloud Forest. A Chronicle of the South American Wilderness. 1961.
- Raditzer. Viking Press, New York City, USA 1961.
- Under the Mountain Wall: A Chronicle of Two Seasons in the Stone Age. Viking Press, New York City 1962.
  - deutsch: Das verborgene Tal. Droemer/Knaur, München 1964.
- At Play in the Fields of the Lord. Random House, New York City 1965, ISBN 0-679-73741-3.
- Oomingnak: he Expedition to the Musk Ox Island in the Bering Sea. Hastings House, New York City 1967.
- mit Gardner D. Scout (Hrsg.) und Robert Verity Clem (Illustrator): The Shorebirds of North America. Viking Press, New York City 1967.
- Sal si puedes: Cesar Chavez and the new American Revolution. 2. Auflage. Dell Publishing, New York City 1969.
  - erste revidierte Auflage 1973, Random House, New York City, ISBN 0-394-48492-4.
- Far Tortuga. 1975.
  - Deutsch: Far Tortuga. Roman. Übersetzt von Joachim Kalka. Rotbuch Verlag, Berlin 2000, ISBN 3-434-53008-8.
- Tigers in the Snow. 1978.
  - Deutsch von Hans Joachim Maass: Tiger im Schnee: Ein Plädoyer für den Sibirischen Tiger. Frederking und Thaler, München 2000, ISBN 3-89405-428-X.
- The Snow Leopard. 1978. (Auf der Spur des Schneeleoparden).
- Nine-Headed Dragon River.1985.
  - Deutsch: Am Fluß des neunköpfigen Drachen. Begegnungen und Erfahrungen auf dem Weg des Zen. Barth-Verlag, München 1987.
- Sand Rivers. mit dem Fotografen Hugo van Lawick. Aurum Press, London 1981, ISBN 0-906053-22-6.
- On the River Styx and Other Stories. 1989.
- Die Suche nach dem Glücklichen Matthias – Ein Amerikaner auf den Spuren seiner Vorfahren. Auf Deutsch erschienen in: Merian – Sylt • Amrum • Föhr. Ausgabe Mai 1989, 42. Jhrg., Band 5, S. 114–127. Hoffmann und Campe Verlag, Hamburg 1989
- The Tree where Man Was Born. Penguin Books, New York City 1995, ISBN 0-14-023934-0.
- The Birds of Heaven: Travels with Cranes. Harvill, London 2001, ISBN 1-86046-947-7.
  - Deutsch: Die Könige der Lüfte: Reisen mit Kranichen. Fischer Taschenbuch Verlag, Frankfurt am Main 2010, ISBN 978-3-596-18195-7.
- Shadow Country. A New Rendering of the Watson Legend. Modern Library, 2008, ISBN 978-0-679-64019-6.
- In Paradise. Riverhead, New York 2014, ISBN 978-1-59463-317-1.